# 末近信賀
末近 信賀（せちか のぶよし）は、戦国時代から安土桃山時代の武将。小早川隆景の家臣。苗字の読みは「すえちか」とも。

## 生涯
小早川氏家臣・末近内蔵助の子として生まれ、小早川隆景に仕えた。小早川家の座配書立にも度々名が記されており、永禄11年（1568年）、天正4年（1576年）、天正7年（1579年）の座配書立に「末近左衛門尉」の名が確認できる。元亀元年（1570年）には備後国羽倉に羽倉城を築いて城主となり、水路開削や新田開発を行うなど領地経営に尽力した。
天正10年（1582年）、織田信長の家臣・羽柴秀吉が清水宗治の守る備中高松城を攻撃した（備中高松城の戦い）。信賀は小早川氏からの援軍を率い、軍監として高松城に入城した。宗治が秀吉の降伏勧告を拒否し、秀吉は黒田孝高が策した水攻めを実行したため、高松城は追い詰められた。
しかし、水攻めの最中の6月2日に本能寺の変によって信長が自害したとの報を知った秀吉は、宗治の命を条件に城兵を助命する講和を呼びかけた。水攻めにあっている高松城を救援する目途が立たない毛利氏はやむなくこれに応じ、信賀は6月4日に清水宗治、宗治の兄・月清入道、宗治の弟・難波宗忠とともに水上の舟において切腹した。辞世は「君がため 名を高松に とめおきて 心は皈（かえ）る 古郷の方」。
信賀が高松城で切腹したことにより、末近氏の家督は信賀の嫡男である光久が相続した。同年6月18日に隆景は光久へ書状を送り、信賀の切腹を都鄙に隠れなき名誉であると賞賛し、信賀の忠義を忘れないと述べている。

## 現代
現在の広島県三原市東町3丁目にある龍雲山専福寺が信賀の菩提寺となっており、三原市久井町坂井原にある信賀の墓所は「殿様墓」と呼ばれ、宝篋印塔や五輪塔が一列に配置されて墓所の入り口に信賀の辞世の句が刻まれた石碑が建っている。また、広島県三原市久井町羽倉では、地元の有志らによって結成された「末近四郎三郎信賀公を偲ぶ会」によって、信賀の没後400年にあたる1982年から5年ごとに信賀の法要をJA三原久井中央支店で執り行っている。ただし、「偲ぶ会」のメンバーの高齢化などの理由から、2017年からは羽倉自治区の主催となり、「偲ぶ会」の名誉会長である天満祥典三原市長や、繁定昭男岡山副市長などが参列した。